# Level design
Il Level design o environment design è una disciplina per lo sviluppo dei videogiochi che prevede la creazione dei livelli di questi ultimi: ambientazioni, scenari o missioni. Questo viene comunemente fatto tramite un editor di livelli, un software progettato per costruire i livelli; tuttavia, alcuni giochi dispongono di strumenti di modifica del livello integrati. Il level design è sia un processo artistico che tecnico.

## Storia
Alla nascita dei primi videogiochi, era il singolo programmatore a creare le mappe e i layout di un gioco e non esisteva una disciplina o professione dedicata esclusivamente alla progettazione dei livelli. I primi videogame spesso presentavano un sistema di livelli di difficoltà crescente rispetto alla progressione della trama.
Il primo genere di gioco ad aver richiesto una notevole quantità di tempo per  la progettazione delle aree sono stati i giochi testuali come i MUD. Spesso, agli utenti promossi veniva assegnato il compito di creare nuovi percorsi, nuove stanze, nuove attrezzature e nuove azioni, utilizzando l'interfaccia di gioco stessa.
Lode Runner del 1983 è stato uno dei primi titoli a essere distribuito con un editor di livelli integrato,  e il suo designer, Doug Smith, ha pagato i bambini del quartiere per progettare livelli per il gioco. Nello stesso anno venne rilasciato il crawl di Dandyon multiplayer Dandy, che fu anche distribuito con un editor di livelli documentato nel manuale. Successivamente uscì ZZT (1991), un gioco dotato di mapping e script accessibili all'utente.
Doom (1993) e Doom II (1994) sono stati due dei primi giochi ad attrarre attività mirate di modifica del gioco e molti file di livello WAD sono stati creati per loro.  Uno dei motivi era una chiara separazione tra i file di livello e il motore di gioco stesso. Half-Life, Quake 3 e molti altri giochi hanno notevoli strumenti e community di mappatura[citazione necessaria] incentrati sul contenuto generato dagli utenti.

## Processo
La progettazione dei livelli nei videogiochi moderni in genere inizia con le concept art, gli schizzi, il rendering e i modelli fisici. Una volta completati, questi concetti si trasformano in ampia documentazione, modellistica ambientale e collocazione di entità (attori) specifiche del gioco, di solito con l'aiuto di un editor di livelli.
Un editor di livelli può essere distribuito come un pacchetto autonomo completo, a volte, rivaleggiando con i software commerciale di modellazione 3D. Ci sono vari passaggi coinvolti nella stesura di una mappa e questi passaggi possono variare notevolmente a seconda dei diversi generi di gioco che esistono oggi.
I passaggi generali includono:
- Disporre le caratteristiche su larga scala della mappa, come colline, città, stanze, tunnel, ecc., Per consentire a giocatori e nemici di muoversi;
- Determinazione delle condizioni ambientali e delle "regole di base" come giorno/notte, condizioni meteorologiche, sistemi di punteggio, armi ammissibili o tipi di gioco, limiti di tempo e risorse di partenza.
- Specificare determinate regioni in cui si verificano determinate attività o comportamenti di gioco, come la raccolta di risorse, la costruzione di basi, i viaggi in acqua, ecc.;
- Specificare parti non statiche di un livello, come porte, chiavi e pulsanti con meccanismi associati, teletrasporto, passaggi nascosti, ecc .;
- Specificare posizioni di varie entità, come unità giocatore, nemici, punti di spawn dei mostri, scale, monete, nodi di risorse, armi, punti di salvataggio, ecc .;
- Specificare le posizioni di inizio e di uscita per uno o più giocatori;
- Aggiunta di dettagli estetici come trame grafiche, suoni, animazioni, luci e musica specifici per ogni livello;
- Presentazione delle location degli eventi con script, in cui determinate azioni del giocatore possono innescare cambiamenti specifici;
- Posizionamento dei nodi di tracciamento percorso che i personaggi non giocanti (NPC) eseguono mentre camminano, le azioni che intraprenderanno in risposta a specifici trigger e qualsiasi dialogo che potrebbero avere con il giocatore.

Il primo livello del gioco di solito è progettato per indurre i giocatori a esplorare le meccaniche del gameplay, come per esempio nel Mondo 1-1 di Super Mario Bros.
Il processo di progettazione del livello può essere ripetuto più volte prima di raggiungere il risultato desiderato.
Ai progettisti di livelli e/o ai concept artist potrebbe anche essere richiesto di fornire una mappa pre-renderizzata del livello (o dell'intero mondo di gioco) per il giocatore.

## Level designer
Un progettista di livelli è un game designer che crea ambienti e scenari utilizzando un editor di livello e altri strumenti. I progettisti di solito lavorano su un livello da pre-produzione a completamento; lavorano con entrambe le versioni incomplete e complete del gioco. I Programmatori di videogiochi di solito programmano gli editor per i livelli e altri strumenti di progettazione che i progettisti dovranno utilizzare. In questo modo si elimina la necessità per i progettisti di accedere o modificare il codice di gioco.